# جوليا بيرل هيوز
جوليا بيرل هيوز (بالإنجليزية: Julia Pearl Hughes)‏ هي سيدة أعمال وصيدلانية أمريكية، ولدت في 19 مارس 1873 في مقاطعة ألامانس في الولايات المتحدة، وتوفيت في 14 سبتمبر 1950 في نيويورك في الولايات المتحدة.